# Pasaporte cubano
El pasaporte cubano es un documento que facilita las salidas internacionales a los ciudadanos cubanos. Es válido por diez años si fue expedido a partir  del 1 de julio de 2023. Los expedidos antes de esa fecha serán válidos por seis años hasta su caducidad.

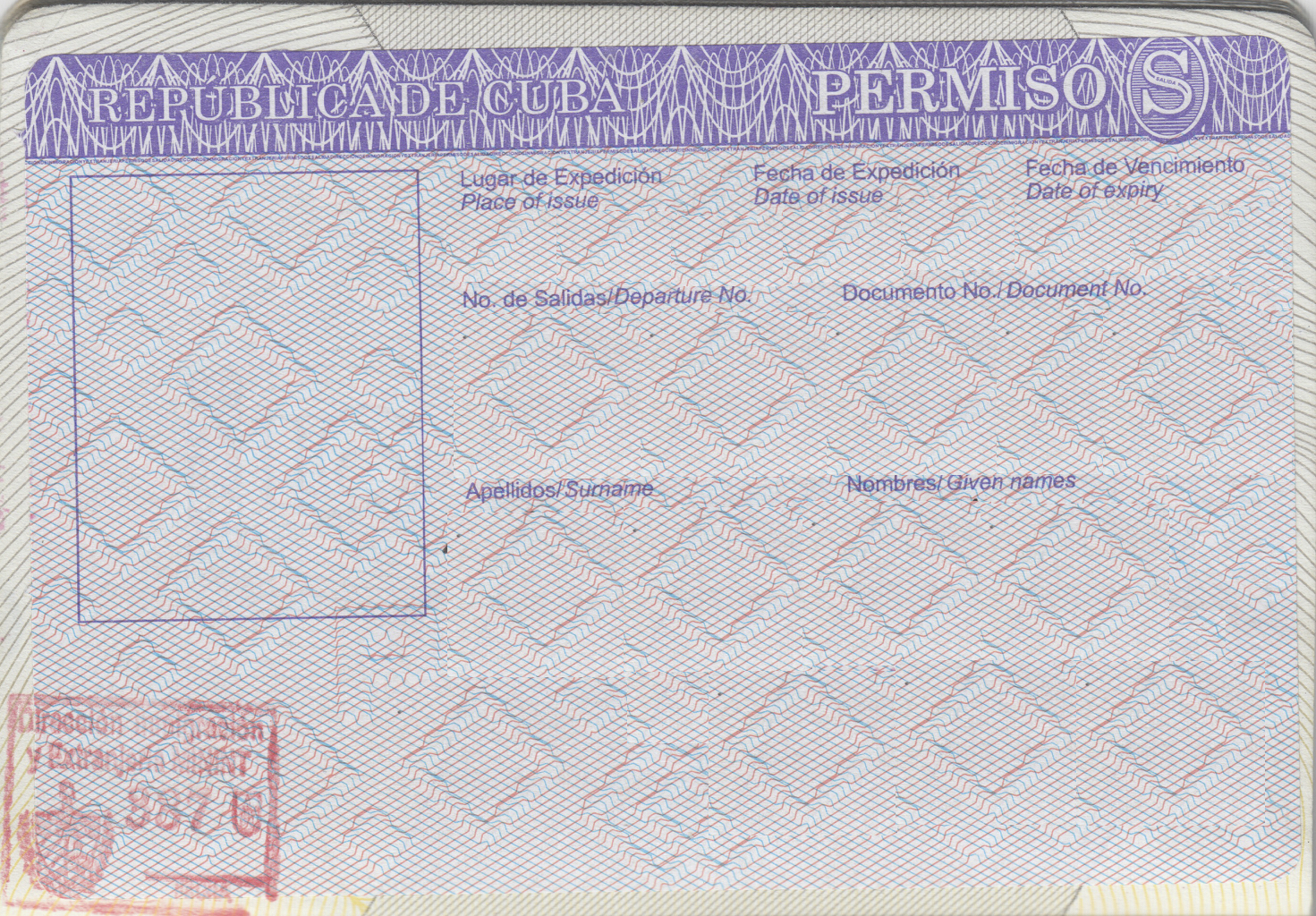
Permiso de salida adherido a un pasaporte cubano

El 14 de enero de 2013, después de mantener por más de medio siglo prácticamente invariable sus controles migratorios, el gobierno cubano comenzó a permitir que sus ciudadanos saliesen de la isla sin obtener un Permiso de Salida. La abolición de este controvertido requisito conllevó a largas colas en las oficinas de emisión de pasaportes de ciudadanos que deseaban viajar legalmente al extranjero; sin embargo, tales colas se atribuyeron en parte al hecho de que el costo de obtener un pasaporte se duplicaría al día siguiente a $100 (100 CUC), el equivalente a 5 meses de salario promedio estatal. Desde entonces, el pasaporte es el único documento necesario para salir de la isla, además de una visa del país de destino. Previo a esto, el costo del pasaporte, el permiso de salida, y el papeleo asociado sumaba a un total de $300 (300 CUC), el equivalente a 15 meses de salario promedio estatal.

## Mensaje

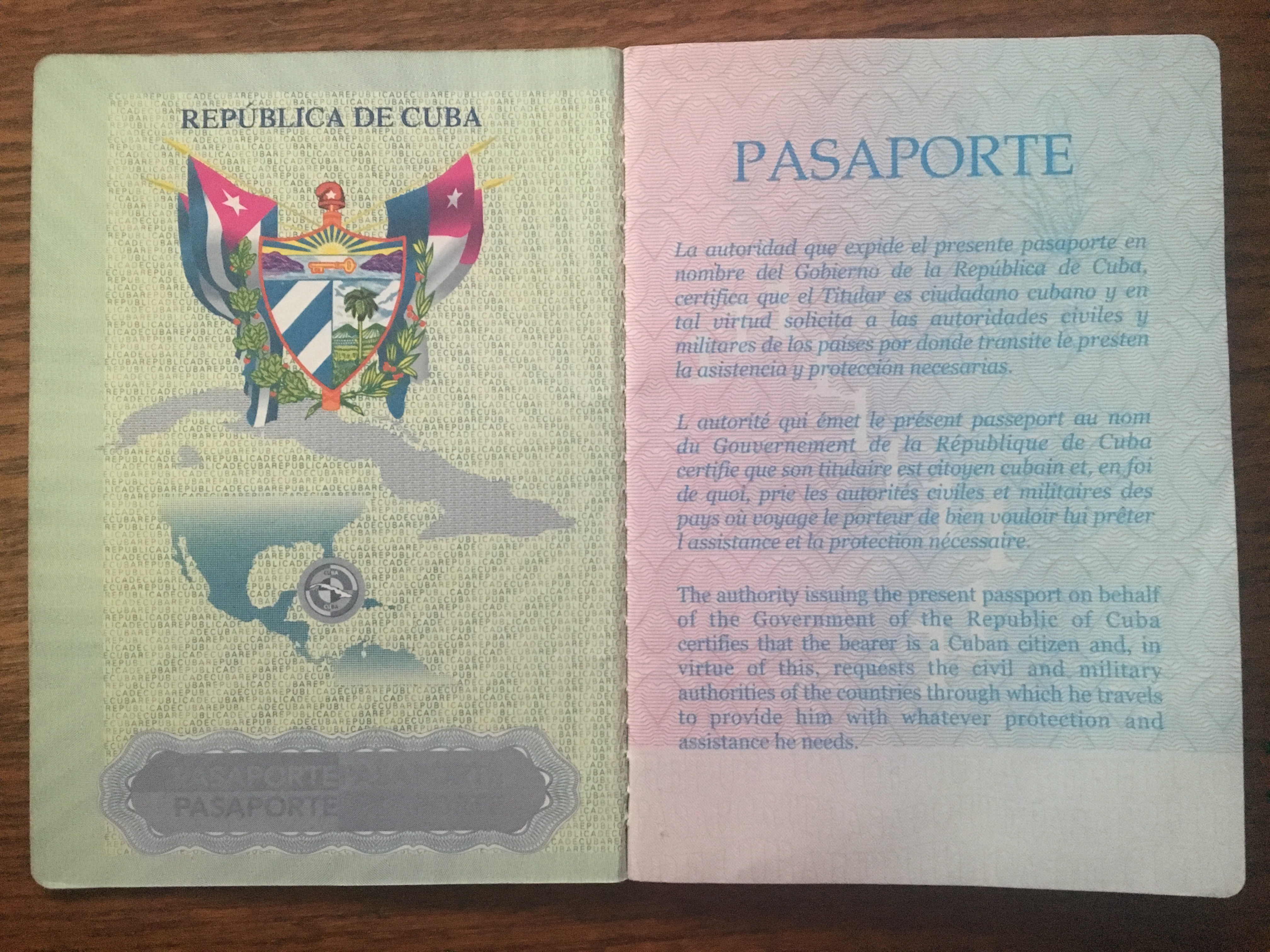
Guarda delantera y primera página de un pasaporte cubano

Típicamente los pasaportes contienen un mensaje, nominalmente del funcionario que está a cargo de la emisión de los mismos, dirigido a las autoridades de otros países. El mensaje identifica al portador como un ciudadano del país emisor, pide que a él o a ella se le permita entrar y pasar por el otro país, y pide además que, cuando sea necesario, se le preste la ayuda consistente con las normas internacionales. En los pasaportes cubanos, el mensaje está en español, francés e Inglés. El mensaje es:
En español:
La autoridad que expide el presente pasaporte en nombre del Gobierno de la República de Cuba, certifica que el Titular es ciudadano cubano y en tal virtud solicita a las autoridades civiles y militares de los países por donde transite le presten la asistencia y protección necesarias.
en francés:
L autorité qui émet le présent passeport au nom du Gouvernment de la République de Cuba certifie que son titulaire est citoyen cubain et, en foi de quoi, prie les autorités civiles et militaires des pays où voyage le porteur de bien vouloir lui prêter l assistance et la protection nécessaire.
y en inglés:
The authority issuing the present passport on behalf of the Government of the Republic of Cuba certifies that the bearer is a Cuban citizen and, in virtue of this, requests the civil and military authorities of the countries through which he travels to provide him with whatever protection and assistance he needs.

## Mensaje de la última página
En la trigésima segunda, y última, página el pasaporte expresa:
Este pasaporte es personal e intransferible y será sancionado quien permita su uso por tercera persona. Es válido por diez años y prorrogables por 2 años, 2 veces.
El extravío de este documento será notificado a la Dirección de Inmigración y Extranjería o al funcionario diplomático o consular más próximo a su domicilio.
Para que el titular pueda disfrutar de la protección de los representantes diplomáticos y consulares de Cuba y gozar de los tratados internacionales y las leyes a que tiene derecho como ciudadano cubano, está obligado a presentarlo a la misión cubana donde radique a fin de quedar inscrito como ciudadano cubano. Esta inscripción debe hacerse dentro de los 3 días de su arribo al lugar.
Este pasaporte es nulo si aparece enmendado en cualquier forma.

## Medidas de seguridad

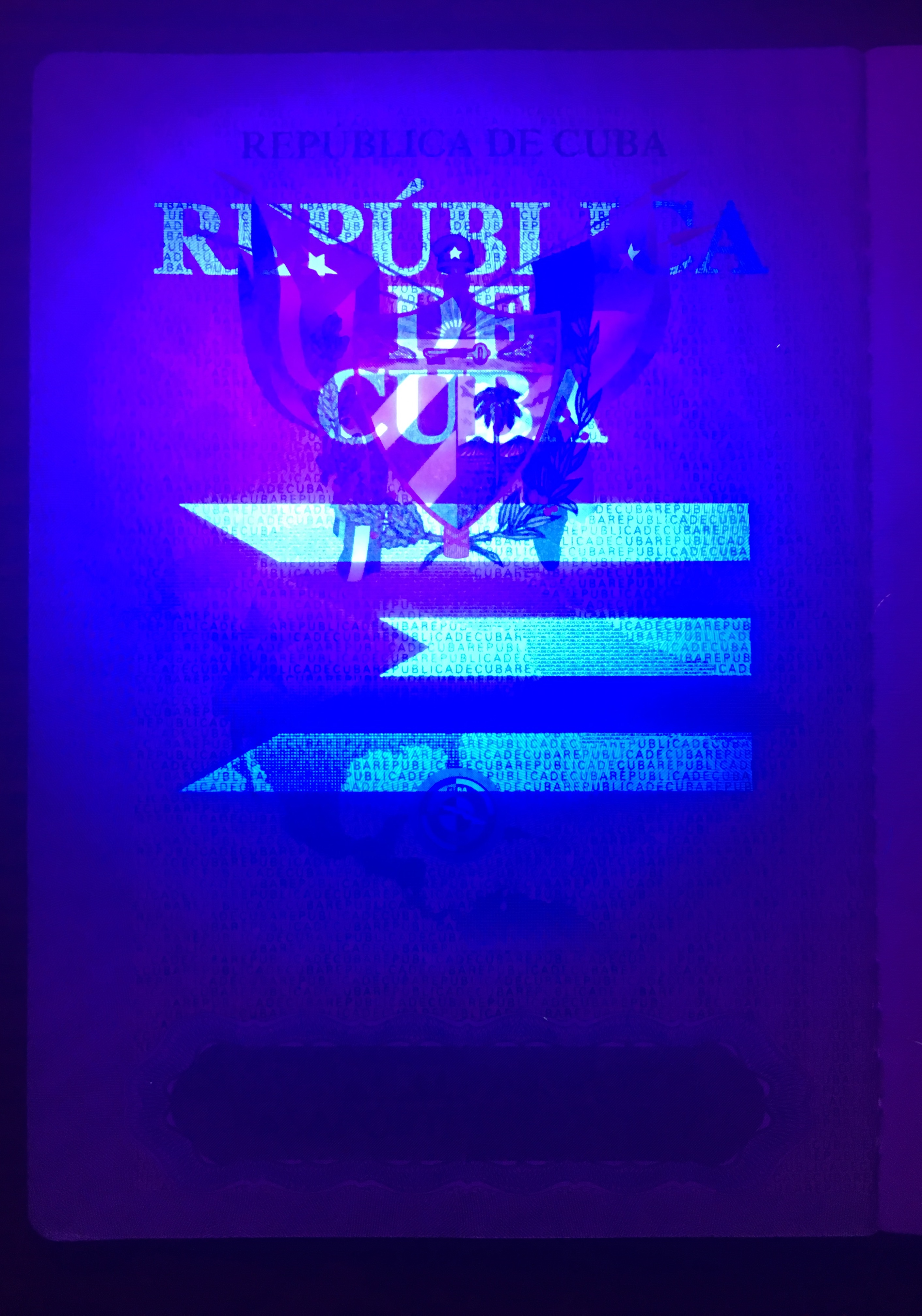
Guarda delantera bajo luz ultravioleta

Además de contener fibras fluorescentes en todas las páginas comunes, los pasaportes cubanos cuentan con una marca visible bajo luz ultravioleta de la bandera de Cuba y las palabras República de Cuba en ambas guardas.

## Requerimientos de visado a ciudadanos cubanos

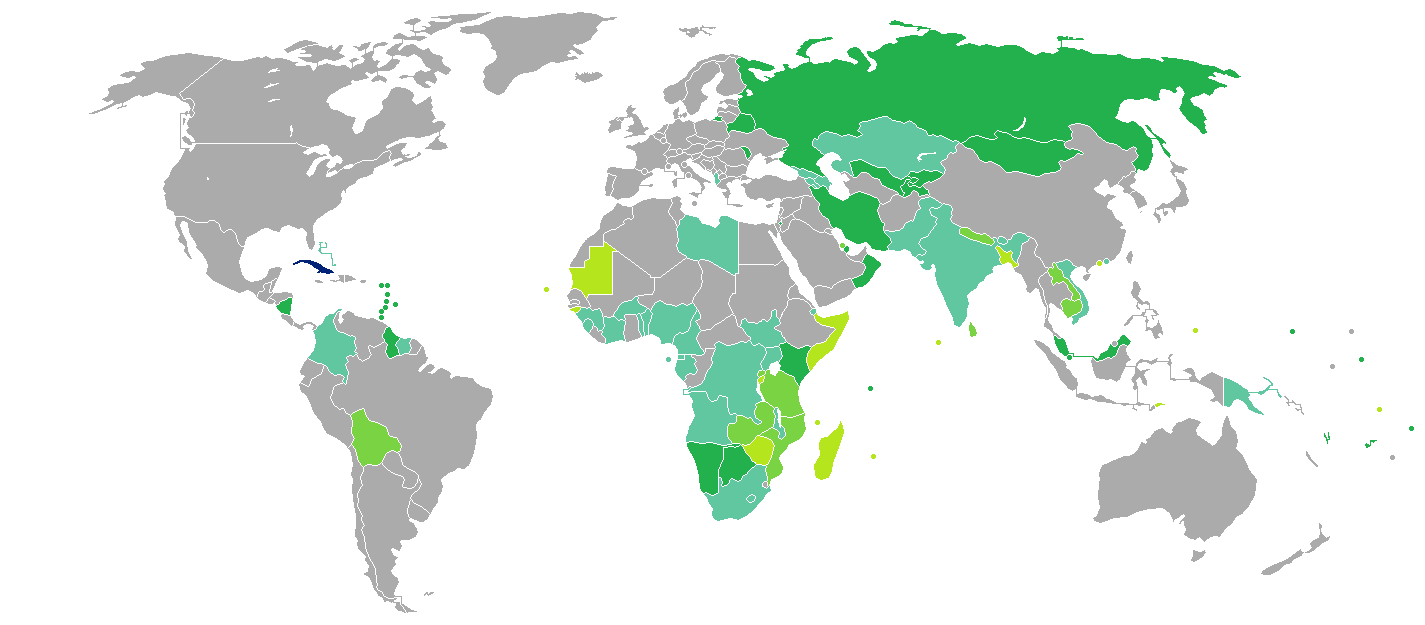
Países y territorios que no exigen visado o emiten un visado a la llegada a titulares de pasaportes cubanos
Cuba
No exigen visado
Visado a la llegada
Exigen visado antes de la llegada

Los titulares de un pasaporte emitido por Cuba pueden viajar a 59 países sin necesidad de visado previo, esto en base al "Reporte de Restricción de Visados Henley 2015", colocándose en la posición 78 de dicha lista sobre la base de libertad de viaje de este documento.